# Province de Noto
Noto (能登国, Noto no kuni) est une ancienne province du Japon qui se trouvait sur la péninsule de Noto. La province de Noto était entourée par les provinces d'Etchū et de Kaga. Les provinces de Noto et de Kaga correspondent aujourd'hui à la préfecture d'Ishikawa.

Carte des anciennes provinces du Japon avec Noto mise en évidence.

L'ancienne capitale provinciale était la ville de Nanao. Pendant la plus grande partie de la période Sengoku, la province a été gouvernée par le clan Maeda de la province de Kaga.